# Prästflon
Prästflon är ett naturreservat i Sollefteå kommun i Västernorrlands län.
Området är naturskyddat sedan 1986 och är 70 hektar stort. Reservatet består av myren Prästflon, två mindre myrar och ett sumpskogsområde kring Prästflobäcken.